# Nicias (alfarero I)
Nicias (Nicias, Nikías en griego antiguo: Νικίας) fue un alfarero ático que trabajó en Atenas. De él solo se conoce una ánfora panatenaica firmada tempranamente, datada alrededor del 560-550 a. C. Esta ánfora también fue firmada por el pintor de vasos Siquelo. Está expuesta en el Museo Metropolitano de Arte de Nueva York, número de inventario 1978.11.13.